# Улица Антонияс
Улица А́нтонияс в Риге расположена в так называемом «тихом центре» («посольском районе», где расположено большинство зарубежных представительств). Этот район Риги включён в список Всемирного наследия ЮНЕСКО. Антонияс пересекает улицы Элизабетес и Дзирнаву. По плану «Яндекс Карты» — длина улицы составляет примерно 620 метров. К ней примыкают улицы Николая Рериха, Андрея Пумпура и известная архитектурой модерна улица Альберта.

## История
Старейшее, из известных названий этой улицы Рижского уезда — 1-я Выгонная. В XVIII веке здесь проходила дорога, по которой перегоняли
на пастбище скот.
В 1885 году, по инициативе руководства Лифляндской губернии, переименована в Антонинскую улицу.
С 1921 года установлено официальное написание на латышском языке — улица Антонияс (латыш. Antonijas).
В 1941 году была названа именем латышского поэта, драматурга и общественного деятеля Леона Паэгле (1890—1926) латыш. Leona Paegles iela.
С 1942 по 1944 годы называлась по имени родившегося в Риге Эрнста Бергмана — (нем. Bergmann Straße).
В августе 1994 года улице Леона Паэгле было возвращено название, каким она называлась в Российской Империи — Антониевская (латыш. Antonijas).
В марте 2022 года в знак поддержки борьбы Украины против российского вторжения Рижская дума приняла решение отделить от улицы небольшой участок (по плану «Яндекс Карты», длиной около 65 метров), на котором расположено Посольство Российской Федерации и ещё два дома (№ 1 — Музей истории медицины — и жилой дом № 4), назвав его улицей Украинас Неаткарибас (с латыш. — «Независимости Украины»).

## Примечательные здания
- Дом на углу с улицей Элизабетес (Элизабетес, 33) — построен архитектором Михаилом Эйзенштейном в 1901 году. Жилой дом c магазином создан в стиле декоративного модерна. Это здание отличает богатая декоративная отделка, соответствующая концепции horror vacui («боязни незаполненных пространств» в изобразительном искусстве).

- Дом № 8 — построен в 1903 году. Архитектор — один из крупнейших латышских зодчих Константин Пекшенс.
- Дом на углу с улицей Альберта (Альберта, 1) — построен архитекторами Генрихом Шелем и Фридрихом Шеффелем в 1901 году, отреставрирован в 2009 году. Во время обучения в Латвийском университете в доме проживала известная латвийская эссеистка и писательница Зента Мауриня.

- Дом № 10 — построенный известным рижским архитектором Эдмундом фон Тромповским в 1898 году. Это — второй в Риге шестиэтажный жилой дом застройки нового типа. Дом расположен в торце улицы Альберта.

На лестничной клетке сохранилось декоративное оформление и арматура газового освещения. Из окон этого дома сделаны «классические» фотографии улицы Альберта, опубликованные в Большой Советской Энциклопедии. Отсюда открывается панорама домов, созданных в период расцвета модерна архитектором М. О. Эйзенштейном.
 В этом доме жили: советский художник-архитектор В. С. Лукьянов и известный латвийский художник-живописец Янис Паулюкс.
- Дом № 12 — построен в 1898 году. Здесь в юношеские годы жила Людмила Качкалда (1949—2010) — чемпионка мира по художественной гимнастике (1967 и 1973 года)[12][13].
- Дом № 13 (на углу улицы Альберта) — построен в 1910 г. архитектором Августом Витте (латыш. Augusts Vite).

С 1911 по 1932 год в нём располагалась Русская гимназия Л. И. Тайловой (первое в Прибалтике частное учебное заведение. Осн. в 1884 г.). Гимназия славилась оборудованием физического кабинета, семью роялями, актовым и гимнастическим залами. С 1931 несколько комнат  арендовал Русский институт университетских знаний.
С 1927 года  — в доме расположилось Музыкальное училище, которому к 1932 году, перешли все аудитории.
В 1947 году в здании открывается Русская средняя школа № 32.
С 1969 по 2009 год — Музыкальное училище имени Язепа Медыня. Где учились: композитор  Ромуалдс Калсонс, министр культуры Латвии  Интс Далдерис, певица Марина Ребека и другие мастера культуры.
В 2006  в доме открыто кафе, по названию  фильма  «Часы капитана Энрико» (латыш. Kapteiņa Enriko pulkstenis).
- Дом № 14 — «Albert Hotel». Это уникальный экономичный отель. Отель получил своё название в честь Альберта Эйнштейна и имеет собственную легенду (Легенда «Albert Hotel»), которая создаёт особую атмосферу во время пребывания. «Albert Hotel» предлагает обслуживание и оборудование высшего качества. В отеле три конференц-зала, ресторан и бар «Star Lounge» с террасой на крыше[20].
- Дом № 18 — Доходный дом (1910 год), архитектор Эрнест Поле.
- Дом № 20 — Доходный дом (1911 год), архитектор Николай Норд[21][22].
- Дом № 22 — Доходный дом (1913 год), архитектор Эрнест Поле.
- Дом № 24 — Доходный дом (1913 год), архитектор Янис Алкснис, автор более 130 каменных доходных и общественных домов в Риге. Общее во всех постройках этого периода — индивидуальный почерк архитектора, сложившийся под влиянием национального романтизма[23].
- Дом № 26 — Доходный дом с магазином (1913 год), архитектор Янис Алкснис. С 1940 по 1954 год в этом доме жил композитор и фольклорист Эмиль Мелнгайлис (1874—1954), профессор Государственной консерватории Латвийской ССР (с 1944 года), народный артист Латвийской ССР (1945). Установлена мемориальная доска[24].

- Угол ул. Антонияс и Элизабетес
- Угол ул. Антонияс и Дзирнаву
- Антонияс, дом № 13. 2013 год
- Улица Антонияс,
 дом № 18